# Siersthal
Siersthal (Duits: Sierstal)is een gemeente in het Franse departement Moselle (regio Grand Est) en telt 663 inwoners (2005).
De gemeente maakt deel uit van het arrondissement Sarreguemines en sinds begin 2015 van het kanton Bitche. Daarvoor maakte het deel uit van het inmiddels opgeheven kanton Rohrbach-lès-Bitche.

## Geografie
De oppervlakte van Siersthal bedraagt 10,5 km², de bevolkingsdichtheid is 63,1 inwoners per km².
De onderstaande kaart toont de ligging van Siersthal met de belangrijkste infrastructuur en aangrenzende gemeenten.

## Demografie
Onderstaande figuur toont het verloop van het inwonertal (bron: INSEE-tellingen).